# Карл IV (Лотарингия)
Вижте пояснителната страница за други личности с името Карл IV.
Карл IV Лотарингски (на френски: Charles IV de Lorraine, на немски: Karl IV von Lothringen; * 5 април 1604, Нанси; † 18 септември 1675, Аленбах) е от 1625 до 1675 г., действително обаче само от 1625 до 1634, 1641 и 1659 до 1670. г. херцог на Лотарингия и Бар.

## Живот
Той е син на херцог Франц II (1572 – 1632)) и Христина фон Салм (1575 – 1627).
Карл прекарва детството си във френския двор и там е приятел с две години по-големия Луи XIII. Той започва военна служба при кайзера и се бие за него на 8 ноември 1620 г.
На 23 май 1621 г. Карл се жени за своята братовчедка Никол Лотарингска (* 1608; † 1657), дъщеря на чичо му Хайнрих II, херцог на Лотарингия и Бар, и съпругата му Маргарита Гонзага. Бракът е бездетен. През 1635 г. те се развеждат. Църквата не признава развода.
На 9 април 1637 г. той се жени за Беатрис дьо Кюзанс (* 1614; † 1663), с която се развежда след като е отлъчен от църквата.
На 25 януари 1654 г. Карл е арестуван в Брюксел и закаран в Испания. С помощта на брат му Николаус II Франц той е освободен на 15 октомври 1659 г. Докато е затворен в Испания умира първата му съпруга Никол и той се жени отново за Беатрис дьо Кюзанс (per procura), за да легализира децата си с нея. Те не се събират.
През 1665 г. Карл се жени за Мари Луиз д’Аспремонт (* 1651; † 1692), с която няма деца.
След смъртта му е наследен от племенника му Карл V.
- Карл IV Лотарингски
- Никол Лотарингска
- Беатрис дьо Кюзанс

## Деца
От брака си с Беатрис дьо Кюзанс има децата:
- Йозеф (* 1637; † 1638)
- Анна (* 1639; † 1720), ∞ 1660 за Франсоа дьо Лорен (* 1624; † 1694), prince de Lillebonne
- Шарл Анри (* 1649; † 1723), граф и по-късно княз на Водемон